# Головково (Клинський район)
Село Головково — село у складі міського поселення Клин Клинського району Московської області Російської Федерації.

## Розташування
Село Головково входить до складу міського поселення Клин, воно розташоване на Ленінградському шосе. Найближчі населені пункти Жуково, Спас-Заулок, Вельмогово, Медведково (Клинський район). Найближча залізнична станція Решетниково.

## Населення
Станом на 2010 рік у селі проживало 55 людей